# Stanton Kidd
Stanton Kidd (ur. 18 marca 1992 w Baltimore) – amerykański koszykarz, występujący na pozycjach niskiego lub silnego skrzydłowego, obecnie zawodnik Lokomotiwu Kubań.
W 2018 i 2019 reprezentował Utah Jazz podczas rozgrywek letniej ligi NBA.
21 listopada 2019 został zwolniony przez klub Jazz.
15 sierpnia 2020 został zawodnikiem tureckiego OGM Ormanspor Genclik Ankara. 17 lutego 2021 dołączył do izraelskiego Hapoelu Jerozolima. 8 lipca 2021 zawarł umowę z rosyjskim Lokomotiwem Kubań.

## Osiągnięcia
Stan na 21 sierpnia 2021, na podstawie, o ile nie zaznaczono inaczej.
NCAA
- Zaliczony do:
  - I składu konferencji Mid-Eastern Athletic (2013)
  - składu honorable mention konferencji Mountain West (2015)

Drużynowe
- Mistrz Eurocup (2018)